# Агашеђхаза
Агашеђхаза (мађ. Ágasegyháza) је село у Мађарској. Агашеђхаза је насељено место у оквиру жупаније Бач-Кишкун.

## Име
Име села потиче од старог мађарског личног имена Агуш. Ово је можда дошло од именице аг ('грана'), или је вероватније била варијација имен Акош. Овако би то значило 'Акошов храм'. Године 1353, 1353. и 1429. село је забележенопод именом Агашеђхаз.

## Локација
Место се налази на 21 километар западно од Кечкемета у области окруженој националним парком Кишкуншаг. Југоисточни део његовог административног подручја, око једне четвртине, припада подобласти Јоргованских ливада, националног парка, а на северу се граничи са подобластом пешћаних дина Фелепхазе.
Суседна насеља су: Филепхаза са севера, Балосег са североистока, Хелвеција са истока, Орговањ са југа, Ижак са југозапада и Сабадсалаш са северозапада.

## Историја
Према археолошким налазима, то је било насељено подручје још у античко доба. Током Арпадове ере, припадао је Куманима, о чему сведочи његово прво писано помињање 1353. године. Током турске окупације, раније насеље је потпуно уништено, а још увек је било ненасељено почетком 1800-их. Од 1810-их било је предграђе Кечкемета и постало је независно село тек 1952. године.

## Становништво
Године 2001. 98,4% становништва села су били Мађари, 0,2% Хрвати, 0,7% Немци и 0,2% Румуни. Његова конфесионална дистрибуција била је следећа: 77,6% се изјаснило као римокатолици, 0,9% гркокатолици, 15,3% становништва насеља су били реформисани, а 0,2% су били лутерани. 0,3% је припадало другој цркви или деноминацији, а 1,8% није било религиозно. 3,8% становништва није одговорило или је њихова деноминација била непозната.
Током пописа 2011. године, 97,4% становника изјаснило се као Мађари, 1,1% Немци, 1,5% Румуни и 0,3% Срби (2,3% се није изјаснило; због двојног идентитета укупан број може бити већи од 100%). Верска дистрибуција је била следећа: римокатолици 66,3%, реформатори 14,6%, лутерани 0,7%, гркокатолици 0,2%, неденоминациони 5,1% (11,8% се није изјаснило).
2022. године, 89,7% становништва изјаснило се као Мађари, 1,1% као Украјинци, 1,1% као Немци, 0,4% као Румуни, 0,2% као Словаци, 0,2% као Роми, 0,1% као Хрвати, 0,1% као Пољаки, 1,1% као други, не-домаће националности нису били 100%). Према њиховој религији, 38,5% су били римокатолици, 11% калвинисти, 1,2% православци, 0,9% гркокатолици, 0,5% лутерани, 0,5% остали хришћани, 1,1% остали католици, 9% неконфесионални (37,2% није одговорило).